# Kadūr
Kadūr är en ort i Indien.   Den ligger i distriktet Chikmagalur och delstaten Karnataka, i den södra delen av landet, 1 700 km söder om huvudstaden New Delhi. Kadūr ligger 774 meter över havet och antalet invånare är 32 935.
Terrängen runt Kadūr är huvudsakligen platt, men västerut är den kuperad. Terrängen runt Kadūr sluttar österut. Runt Kadūr är det ganska tätbefolkat, med 230 invånare per kvadratkilometer. Kadūr är det största samhället i trakten. Trakten runt Kadūr består till största delen av jordbruksmark.